# Davichi
Le Davichi (다비치?) sono un duo femminile dance/R&B sudcoreano, formato dai membri Lee Hae-ri e Kang Min-kyung. Le due hanno debuttato nel 2008 ed hanno pubblicato il primo EP a marzo del 2009, preceduto dal singolo 8282 che ha presto scalato le classifiche.

## Formazione
- Lee Hae-ri – leader, voce (2008-presente)
- Kang Min-kyung – voce (2008-presente)

## Discografia

### Album in studio
- 2008 – Amaranth
- 2008 – Vivid Summer Edition (1st Amaranth Repackage Album) (2008)
- 2013 – Mystic Ballad
- 2018 – &10

### EP
- 2009 – Davichi in Wonderland
- 2010 – Innocence
- 2011 – Love Delight
- 2014 – 6,7
- 2015 – Davichi Hug
- 2016 – 50 x Half
- 2022 – Season Note

## Single
Lista dei brani, in ordine cronologico, usciti soltanto in Europa, presso i portali di musica online, in particolare in Italia. Tra parentesi quadra i titoli dei mini album o compilation, concepiti per il mercato della Corea del Sud. Taluni brani sono usciti con il titolo coreano, mentre è riscontrabile nei portali di musica in video l'equivalente titolo inglese (qui inseriti tra parentesi tonda). Per contro non vengono elencati i singoli originari, giunti in Occidente raccolti come EP:
2011
- (assieme ai T-ara) 우리 사랑했잖아 (We were in love)

2012
- I'll Think of You [Love Call]
- (assieme a 2BiC) Just Like Tonight [Cho Young Soo All Star]
- Do Men Cry [The S, Pt. 1]

2013
- Don't You Know (Original Television Series Soundtrack)
- 녹는 중 (Be Warmed) feat. Verbal Jint
- Memories of Summer - It's Because I Miss You Today [altri titoli: 오늘따라 보고싶어서 그래 (Missing you Today)]

2015
- Two Lovers feat. Mad Clown
- White (from "D-Make") feat. Jay Park

2016
- You Call It Romance feat. K.Will
- This Love (Original Television Soundtrack)
- Mad Clown - Lie feat. Lee Hae Ri dei Davichi

2017
- To Me
- I Miss You (Original Television Soundtrack)

2018
- Days Without You
- Nostalgia

2019
- Unspoken Words
- Dear
- Sunset (Original Television Soundtrack)

2020
- Park Kyung - Refresh feat. Kang Minkyung
- Please Don't Cry (Original Television Soundtrack)

2021
- Just Hug Me
- Looking at the Photo (from "Revibe vol. 2")
- First Loss
- Everyday Christmas / I wish

2022
- (assieme a Gaeko) Dawn do that
- Fanfare

2023
- Anywhere

## Riconoscimenti
| Anno | Premio                      | Categoria                      | Opera nominata        | Risultato       |
| ---- | --------------------------- | ------------------------------ | --------------------- | --------------- |
| 2008 | Cyworld Digital Music Award | Esordiente del mese (febbraio) | 미워도 사랑하니까     | Vincitore/trice |
| 2008 | Cyworld Digital Music Award | Canzone del mese (luglio)      | 사랑과 전쟁           | Vincitore/trice |
| 2008 | Mnet KM Music Festival      | Premio al miglior artista      |                       | Vincitore/trice |
| 2008 | Golden Disk Awards          | Premio al miglior artista      |                       | Vincitore/trice |
| 2009 | Seoul Music Awards          | Premio al miglior artista      |                       | Vincitore/trice |
| 2009 | Cyworld Digital Music Award | Canzone del mese (marzo)       | 8282                  | Vincitore/trice |
| 2009 | Golden Disk AwardsPr        | Premio Bonsang                 | Davichi In Wonderland | Vincitore/trice |
| 2010 | Seoul Music Awards          | Premio Bonsang                 | 8282                  | Vincitore/trice |